# Blade Icewood
Darnell Quincy Lyndsey (14 de março de 1977 - 19 de abril de 2005), mais conhecido pelo seu nome artístico Blade Icewood, foi um rapper estadunidense. Ele foi membro do grupo de hip hop Street Lord, onde participou do primeiro álbum - Platinum Roleez Don’t Tic Toc. - e é considerado um dos mais influentes rappers da cena underground de Detroit, Michigan.
Faleceu em 19 de abril de 2005, quando recebeu 17 tiros de um homem que desceu de uma Range Rover.

## Discografia (com Street Lord)
- Platinum Roleez Don’t Tic Toc.
- Platinum Masterpiece